# Ратценбергер, Франц
Франц Ратценбергер (нем. Franz Ratzenberger; род. 30 марта 1965, Грискирхен, Верхняя Австрия) — австрийский легкоатлет, специалист по бегу на короткие дистанции. Выступал за сборную Австрии по лёгкой атлетике в конце 1980-х — начале 1990-х годов, победитель и призёр первенств национального значения, участник летних Олимпийских игр в Барселоне.

## Биография
Франц Ратценбергер родился 30 марта 1965 года в Грискирхене, Австрия.
Первого серьёзного успеха добился в сезоне 1987 года, когда одержал победу на чемпионате Австрии в зачёте эстафеты 4 × 100 метров. В последующие годы ещё несколько раз завоёвывал национальный титул в данной дисциплине.
В 1989 году вошёл в основной состав австрийской сборной и выступил на чемпионате мира в помещении в Будапеште, в зачёте бега 60 метров не смог преодолеть предварительный квалификационный этап.
В 1990 году бежал 60 и 200 метров на чемпионате Европы в помещении в Глазго, стал чемпионом Австрии в беге на 100 метров.
В 1991 году в дисциплинах 60 и 200 метров стартовал на чемпионате мира в помещении в Севилье, в обоих случаях дошёл до полуфинала. Принимал участие в эстафетной гонке на чемпионате мира в Токио.
В 1992 году на соревнованиях в Вене и Линце установил личные рекорды в беге на 60 и 100 метров — 6,62 и 10,34 соответственно, дошёл до полуфинала на чемпионате Европы в помещении в Генуе. Благодаря череде успешных выступлений удостоился права защищать честь страны на летних Олимпийских играх в Барселоне — в программе эстафеты 4 × 100 метров вместе с соотечественниками Андреасом Бергером, Кристофом Пёстингером и Томасом Реннером показал в финале седьмой результат.
В сезоне 1993 года Ратценбергер вместе с партнёрами по команде Андреасом Бергером, Томасом Реннером и Гернотом Келлермайром провалил допинг-тест — их пробы показали наличие анаболического стероида метандиенона. В итоге спортсмена дисквалифицировали на 2 года, и на этом его карьера закончилась.